# Stonemyia tranquilla
Stonemyia tranquilla är en tvåvingeart som först beskrevs av Osten Sacken 1875.  Stonemyia tranquilla ingår i släktet Stonemyia och familjen bromsar. Inga underarter finns listade i Catalogue of Life.